# Камповерде (Латина)
Камповерде је насеље у Италији у округу Латина, региону Лацио.
Према процени из 2011. у насељу је живело 809 становника. Насеље се налази на надморској висини од 34 м.